# Gerhard Schjelderup
Gerhard Schjelderup (noruec bokmål: Gerhard Rosenkrone Schjelderup)  (Kristiansand, 17 de novembre de 1859 - Benediktbeuern, 29 de juliol de 1933), fou un compositor noruec.

## Biografia
A la ciutat de Cristiania, avui Oslo simultanejà els estudis de filologia amb els musicals, però acabà per dedicar-se completament a la música, i després de seguir alguns cursos en el Conservatori de París, s'establí a Dresden per a consagrar-se exclusivament a la composició.
Entre les seves primeres composicions conegudes hi figuren el fragment simfònic Sonntangmorgen, que estrenà Herman Levi a Múnic. Posteriorment donà al teatre:
- Norgewische Hochzeit, (Praga, 1900)
- Opferfeuer, (Dresden, 1903)
- Frühlingsnacht, (Dresden, 1908)
- Jenseits Senon und Mond
- Ein Volk in Not,
- Weihnachtspiel,
- Sampo, conte dramàtic
- Wunderhorn, poema coreogràfic.

En altres gèneres cal mencionar d'aquest compositor:
- Eine Sommeruacht Auf den Fjord
- Suite de Noêl,
- Ueber Attilas Grab, suites simfòniques

Una simfonia, un quartet per a instruments d'arc i un cert nombre de lieder.
A més, va escriure, nombrosos articles per a revistes, i les biografies de Richard Wagner i Edvard Grieg.